# 137 (liczba)
137 (sto trzydzieści siedem) – liczba naturalna następująca po 136 i poprzedzająca 138.

## W matematyce
- 137 jest trzydziestą trzecią liczbą pierwszą, następującą po 131 i poprzedzającą 139[1]
- 137 jest mniejszą z liczb bliźniaczych (137, 139)[2][3]
- 137 nie jest liczbą palindromiczną, czyli liczbą czytana w obu kierunkach, w pozycyjnych systemach liczbowych od bazy 2 do bazy 16
- 137 należy do dwóch trójek pitagorejskich (88, 105, 137), (137, 9384, 9385)

## W nauce
- liczba atomowa untriseptium (niezsyntetyzowany pierwiastek chemiczny)
- galaktyka NGC 137
- planetoida (137) Meliboea
- kometa krótkookresowa 137P/Shoemaker-Levy

## W kalendarzu
137. dniem w roku jest 17 maja (w latach przestępnych jest to 16 maja). Zobacz też co wydarzyło się w roku 137, oraz w roku 137 p.n.e.